# 裁定の限界
裁定の限界（さいていのげんかい、英: limits to arbitrage）とは、合理的な投資家が何らかの制約やコストにより裁定取引を満足に行えないために、非合理な投資家の売買行動によって生じた金融資産のミスプライシングが継続するという行動ファイナンスの理論である。アンドレ・シュライファーとロバート・ヴィシュニーにより確立された。裁定の限界の概念が導入されたことにより、「なぜ合理的な投資家が儲けられる機会（裁定機会）を放置するのか？」という問題に一つの解答が得られたことで、行動ファイナンスの大きなブレイクスルーとなった。現在では心理学的バイアスを用いた手法と共に行動ファイナンスにおいて用いられるメジャーな手法の一つとなっている。

## 概要
行動ファイナンスでは心理学的なバイアスなどがもたらす投資家の限定合理性によりミスプライシングが起こるという考え方が一般的である。しかし、そのようにして価格が適正水準から逸脱すれば裁定機会が生じ、合理的な投資家は反対売買を行うことで利益が得られる。そして反対売買の結果として価格は再び適正水準に戻るはずである。ミルトン・フリードマンに端を発すると言われるこの議論は行動ファイナンス理論において大きな弱点の一つであり、市場の効率性を擁護するために度々用いられてきた。
フリードマンの議論は裏を返せば、合理的な投資家が何らかのもっともらしい制約のために裁定取引が行えなければ、ミスプライシングが継続しうるということである。このようなもっともらしい制約により裁定取引による市場の価格調節機能が働かないという考え方は、ブラッドフォード・デロング、シュライファー、ローレンス・サマーズ、ロバート・ワルドマンによる論文などで見られていたが、シュライファーとヴィシュニーによる1997年に発表された論文により現実的な設定の下で理論的に明確に示された。
シュライファーとヴィシュニー以降、多くの裁定の限界を利用した論文が発表されており、現在では心理学的バイアスを用いた手法と並び、行動ファイナンス理論の主要な方法論の一つになっている。

## 裁定投資家が直面するリスク
裁定取引を行う合理的な投資家が直面するリスクは主に以下の2つがある。

### ファンダメンタルリスク
例えば、ある株式がミスプライシングによりその株価が適正水準から下落したとしよう。この際、この株価の適正水準が一定ならば、合理的な投資家はその株式を購入する裁定取引を実行することで利益が得られる。しかし、株価の適正水準が時間を通じて一定に保たれるということはありえず、時間によって変動しうるはずである。もし株価の適正水準が時間経過と共にミスプライシングによる減少分を上回るほどに下落すれば、ミスプライシングが起きた時点でその株式を購入した合理的投資家は損失を被る。このような金融資産の適正価格そのものが下落するリスクをファンダメンタルリスク（英: fundamental risk）と呼ぶ。

### ノイズトレーダーリスク
同様に、ある株式がミスプライシングによりその株価が適正水準から下落したとしよう。この際、合理的投資家がミスプライシングに反応し裁定取引の利益を期待してその株式を購入したとしてもノイズトレーダー（英: noise trader）と呼ばれる非合理な投資家がより悲観的な市場観を持つがために短期的にミスプライシングの程度が更に酷くなる可能性がある。このようなノイズトレーダーによって金融資産のミスプライシングが拡大するリスクをノイズトレーダーリスク（英: noise trader risk）と呼ぶ。
ノイズトレーダーリスクはデロング、シュライファー、サマーズ、ワルドマンの論文によって導入され、シュライファーとヴィシュニーの論文において重要な役割を果たしている。

## シュライファーとヴィシュニーによる裁定の限界
以下では、シュライファーとヴィシュニーの論文における裁定の限界のメカニズムを簡潔に記す。シュライファーとヴィシュニーの論文の中心的なアイデアはヘッジファンドなどの裁定投資家が顧客から預かっている資金についての制約のために、ノイズトレーダーが引き起こしたミスプライシングに対して十分な裁定取引が行われず、短期的にミスプライシングが拡大するというものである。
ここである金融資産に対しノイズトレーダーによりミスプライシングが起こったとする。合理的なヘッジファンドはこのミスプライシングに対応してこの金融資産を購入すれば裁定取引による利益が得られる。しかし、ノイズトレーダーの売買行動でさらにミスプライシングが拡大する恐れがある。すると短期的にはヘッジファンドは損をし得る。このヘッジファンドの損失を見て、市況に詳しくないヘッジファンドの顧客は投下資金を回収するだろう。よってヘッジファンドの顧客が投下資金を回収するリスクがあるのでヘッジファンドは裁定取引を満足に行えない。結果としてヘッジファンドの裁定取引は部分的なものに留まり、ミスプライシングは完全に解消されないどころか悪化する恐れすらある。
シュライファーとヴィシュニーはこのようにして裁定取引に限界があることを裁定の限界と呼んだ。

## 裁定の限界の例とされる事象
裁定の限界を実証するためにはまずミスプライシングが継続していることを確認しなければならない。しかしミスプライシングが起きたということを判別すること自体が結合仮説問題により難しい。ただ直接的には裁定の限界を実証できなくても、その傍証となる事例はいくつか存在する。それらの事例をここで例示する。

### ロシア金融危機とロングターム・キャピタル・マネジメント
シュライファーは自著の中でロングターム・キャピタル・マネジメント(LTCM)がロシア金融危機で多額の損失を出した事件は理論モデルの予想した結論と整合的であると述べている。
LTCMはヘッジファンドであり、レバレッジを効かせて途上国のハイイールド国債に対する裁定取引で利益を上げていた。しかし、1998年に起きたロシア金融危機により損失が拡大したことから、融資者より担保保全やマージンコールを迫られ、破たん直前の状況に陥った。LTCMの取引規模があまりに巨額であったため、ハードランディングをしてしまえば著しい景気悪化を招きかねないと危惧したFRBの主導の下、LTCMの主要な融資者からLTCMに救済融資が行われ、緩やかにLTCMを清算していく方法が取られた。結果としてLTCMは2000年までに救済融資を全額返済し、解散することになった。
この事件はシュライファーとヴィシュニーの論文で予期された潜在的に正のリターンが得られるような裁定ポジションであったとしても、金融危機においては清算されるという結果と整合的であるとシュライファーは結論付けている。

### ロイヤル・ダッチとシェルの株価
1907年に石油メジャーのロイヤル・ダッチ（オランダ）とシェル（イギリス）は利益をロイヤル・ダッチに60%、シェルに40%を分配するという形で提携を行った。その後、2005年に合併してロイヤル・ダッチ・シェルとなるまでオランダ市場ではロイヤル・ダッチが上場し、イギリス市場ではシェルが上場していた（いわゆる二元上場会社）。利益を6:4で分け合う形になるので裁定取引が機能していればロイヤル・ダッチとシェルの株価もまた6:4となるはずである。つまりロイヤル・ダッチの株価は理論的にはシェルの1.5倍でなくてはならない。しかし、実際にはそうならずロイヤル・ダッチの株価はシェルの株価の1.5倍を逸脱した状況が継続していた。
このミスプライシングもまた裁定の限界の具体例の一つと言える。標準的な理論に基けば、ロイヤル・ダッチとシェルでマーケットニュートラル戦略を取れば、ミスプライシングにより利益が得られるはずであり、そのようなマーケットニュートラル戦略が多数の投資家によって行われることで裁定取引の効果により価格は6:4の比率に収斂するはずである。しかし、ここでもノイズトレーダーリスクが働き、このようなマーケットニュートラル戦略はミスプライシング拡大によって短期的に大きな損失を出すリスクがあり、その結果として裁定取引による価格調節機能は限定的になりロイヤル・ダッチとシェルの株価は適正水準から逸脱した状況が継続していた可能性があることが示唆されている。